# Titel
Titel (srp.: Тител, mađ.: Titel, nje.: Titel, lat.: Titulium) je grad u Bačkoj, u Vojvodini, Srbija.

## Zemljopisni položaj
Gradić Titel se nalazi na 45°12′22" sjeverne zemljopisne širine i 20°17′40" istočne zemljopisne dužine, kod ušća rijeke Begej u rijeku Tisu, s južne strane Titelske visoravni, odnosno podno Titelskog brijega, njenog rubnog dijela. Nedaleko Titela se nalazi i najveći riječni otok na Tisi.
U blizini je ušće rijeke Tise u rijeku Dunav. Samo naselje se razvilo u podnožju Titelskog brijega, podno nekadašnje tvrđave.  Nalazi se na željezničkoj pruzi i cestovnoj prometnici Novi Sad-Zrenjanin.

## Upravna organizacija
Sjedište je istoimene općine. Nalazi se u Južnobačkom okrugu, u kraju imena Šajkaška.

## Povijest
Titel je vrlo staro naselje. Postoje tragovi naseljavanja još u pretpovijesno doba.Naseljen je još u kameno doba.
Područje Titela su naseljavali Kelti, kasnije Skordici i Sarmati. 
Za vrijeme Rimskog Carstva, bio je utvrdom. Izvorno ime mu nije poznato. Postoji vjerovanje da je mjesto dobilo ime po rimskom caru Titu. Huni pod vodstvom Atile drže oko 450. godine Titel i iz njega upadaju u Rimsko Carstvo.
600. godine potukoše Bizantinci Avare kod Titela.
U 9. stoljeću, okolnim područjem je vladao bugarski vladar Salan, koji je imao svoju prijestolnicu u Titelu. U 9. stoljeću, osvajaju ga Ugri pod vodstvom Arpada, te Titel ulazi u sastav Bačke županije. U to vrijeme, 1077., prvi se put spominje ime mjesta Titel. U razdoblju od 1077. do 1095. Ladislav I. Sveti sa svojim bratom u Titelu osniva katolički augustinski samostan. 1138. u vrijeme Bele II.pominje se dvorski kraljevski kapelan iz Titela. Rimokatolička župa se prvi put spominje 1165. godine
U vrijeme Andrije II 1233. spominje se prijelaz preko Dunava kod Titela i Slankamena, te prijevoz soli. Poslije tatarske provale Bela IV. dao je u čitavoj zemlji izgraditi obrambene utvrde, tako je i u Titelu 1247. izgrađen zid oko važnih zgrada i crkve.
Titel se spominje i kao vjerodostojno mjesto - mjesto gdje su se ovjeravali i prepisivali dokumenti.
Toma Bakač je na vijest o Turcima 1500. utvrdio zidove Titela.
1458. godine prepozit titelskog kaptola je Janus Pannonius. Kralj Vladislav II. Jagelović donosi 1498. zakon po kojemu je titelski kaptol bio dužan opremiti 50 konjanika i uzdržavati ih. Što upućuje na bogatstvo Titela i prorektora Mikloša Olaha čiji je godišnji prihod 4000 zlatnika.
Kada Turci zauzimaju Beograd 1521., Titel postaje sjedište beogradskog bana, ali samo do 1526. godine. Te 1526., pada Titel u turske ruke. 
Tursku posadu u Titelu 1529. čine: 100 bešlija, 250 azapa, 200 martologa, 150 janjičara i 20 tobdžija.
Za vrijeme turske vlasti, a od 1541. bio je sjedištem titelske nahije, koja je bila dijelom segedinskog sandžaka. 
Turski zapisi bilježe da je u Titelu 1554. bilo 55, 1570. 50, a 1590. 20 kuća poreznih obveznika.
Pred kraj osmanske vlasti, u gradu su bile katolička i pravoslavna crkva. Prva četvrtina 17. stoljeća bilježi i tri džamije, dvije tekije i tri medrese. 
Austrijanci prvi put zauzimaju Titel u srpnju 1688. godine. Turci ga ponovno zauzimaju 1695. pri čemu su ubili oko 1000 branitelja, a beogradski paša je zapalio Titel. Poslije bitke kod Sente, Titel opet zauzimaju Austrijanci. Karlovačkim mirom 1699. dolazi pod vlast Habsburške Monarhije. 1699. osniva se Podunavska milicija i Titel ulazi u sastav iste.
Prilikom svog pohoda prema Petrovaradinu Turci zapališe Titel. Poslije turskog poraza kod Petrovaradina,  Tekijska bitka, 5. kolovoza 1716., tvrđava se ruši, a građevni materijal se prenosi za gardnju petrovardinske tvrđave i beogradske (do 1739., jer Beograd ponovno dolazi pod tursku vlast).
1745. godine Titel ulazi u sastav Potiske milicije. Carica Marija Terezija 19. ožujka 1763. donosi rješenje o uspostavi Šajkaškog bataljuna. U to vrijeme Titel postaje sjedište šajkaša. Odred šajkaša koji je sa svojim brzim čamcima na vesla i mala jedra - šajkama - bio u stanju doći i do Beograda i remetiti turske vojne redove. Zbog toga je cijela oblast dobila naziv Šajkaška.
1764. – 1765. počinje s radom Njemačka škola, a 1770. Titel posjećuje budući car Josip II. 
1817. godine osnovana je dvogodišnja vojna škola Matematika,  a 12. kolovoza 1817. u Titelu boravi car Franjo II. (I.) sa svojom suprugom caricom Karolinom Augustom. Ostaci tvrđave bili su vidljivi sve do početka XIX. stoljeća.
Od Matematike i Vojne škole (koja je osnovana 1858.) ossnovana je 1871. godine Građanska škola, a 1872. je ukinuta Vojna granica. ukinućem Vojne granice Titel gubi na strateškom značaju.
Župna crkva Uznesenja Blažene Djevice Marije je obnovljena 1770. kao i župa. Nova se crkva gradi 1812. nakon požara koji je uništio staru crkvu. Iz franjevačkog samostana u Petrovaradinu, koji je Josip II pretvorio u vojnu bolnicu, prenesen je oltar. 1921. godine je dograđen zvonik na crkvi.
Pravoslavna crkva je sagrađena 1891. godine,a iste je godine sagrađena i Luteranska (Evangelička) crkva u Titelu.
Preorganizacijom monarhije dolazi u Ugarsku, a od 1918. je dijelom Kraljevine SHS. U Drugom svjetskom ratu dolazi pod vlast Horthyjeve Mađarske. 
Između dva svjetska rata u Titelu većina stanovništva su Nijemci.
Krajem rujna i početkom listopada 1944. godine veliki broj titelskih Nijemaca napušta Titel. O njihovom postojanju u titelu svjedoči još samo evangelička crkva koju još nazivaju i Švapska crkva. Na samom vidljivom mjestu titelske Kalvarije, na mjestu gdje se nekad nalazila tvrđava, nalazi se kapelica-grobnica njemačke obitelji Schmidtmayer, čije su kosti 1945. godine doseljeni Srbi razbacali, a grobove devastirali i opljačkali. Kapelica je u takvom stanju i danas.
Doseljeni su Srbi iz zapadne Bosne, koji su se uselili u njemačke kuće. 
Nakon 1945., dijelom je SAP Vojvodine u NR (kasnije SR) Srbiji. Raspadom Jugoslavije, dijelom je srpsko-crnogorske federacije odnosno kasnije, osamostaljenjem Crne Gore, u Republici je Srbiji.

## Stanovništvo
U Titelu je 2002. živilo 5.894 stanovnika.
Etnički sastav općine Titel je bio sljedeći:
- Srbi (70,91%)
- Mađari (9,87%)
- Jugoslaveni (4,24%)
- Hrvati (1,95%)
- Slovaci (1,74%)
- Romi (1,23%)

Sva naselja u titelskoj općini imaju srpsku većinu. U Titelu postoji i mala zajednica Hrvata. Sukladno tome, u Titelu se u mjesnoj katoličkoj crkvi održavaju i mise na hrvatskom jeziku. Mjesna župa je župa Uznesenja Blažene Djevice Marije. Tradicionalno hodočaste Gospi Snježnoj 5. kolovoza u Tekijama.

### Povijesna naseljenost
- 1890.: 4314
- 1900.: 4711 (2360 Srba, 1230 Nijemaca, 990 Mađara, 131 Hrvata)
- 1948.: 5.650
- 1953.: 5.481
- 1961.: 5.717
- 1971.: 5.957
- 1981.: 6.227
- 1991.: 6.007 (4068 Srba, 763 Jugoslavena, 634 Mađara, 153 Hrvata, 116 Slovaka)

### Poznati stanovnici
- Mara Šarić rođena Ettinger (Titel, 31. prosinac 1861. - Zagreb, 21. svibanj 1917.), slikarica i pedagoška djelatnica
- Mileva Marić, prva Einsteinova supruga
- Dušan Popov, srpski dvostruki agent, navodni primjer po kojem je Ian Fleming kreirao Jamesa Bonda

## Slikovna galerija
- Panorama mjesta
- Rimokatolička crkva Uznesenja Blažene Djevice Marije u Titelu
- Napuštena evangelička crkva u Titelu (kako je zovu i Švapska crkva)
- Pravoslavna crkva u Titelu

## Vanjske poveznice
- Službene općinske stranice  Arhivirana inačica izvorne stranice od 9. kolovoza 2010. (Wayback Machine)
- povijest Titela na mađarskom jeziku  Arhivirana inačica izvorne stranice od 11. prosinca 2020. (Wayback Machine)